# Японська теорема про вписані в коло многокутники
Японська теорема стверджує, що незалежно від того як ми розіб'ємо на трикутники вписаний в коло многокутник, сума радіусів вписаних в трикутники кіл величина стала.
|                                                               |  |
| Сума радіусів зелених кіл дорівнює сумі радіусів червоних кіл |  |

І навпаки, якщо сума радіусів вписаних в трикутники кіл не залежить від способу триангуляції, то многокутник можна вписати в коло. Японська теорема випливає з теореми Карно, це є одна із задач Сангаку.